# Arensnuphis
Arensnuphis (auch Arsnuphis oder Harensnuphis) war eine nubische Gottheit aus ptolemäisch-römischer Zeit.

## Namensbedeutung
Das Wort „Arensnuphis“ ist die griechische Form des altägyptischen „Iri-hemes-nefer“ und bedeutet der gute Gefährte. Dieses war vor allem ein Beiwort des Gottes Schu in unternubischen Tempeln aus ptolemäisch-römischer Zeit sowie des Horus und diente als Unterscheidung vom nubischen zum ägyptischen Schu beziehungsweise Horus. Er war somit unter anderem ein Gatte und Bruder der Tefnut, mit der er einer Legende nach von Nubien nach Ägypten zog.

## Auftreten
Er tritt zumeist als menschengestaltiger Gott auf, der beispielsweise auf einem Krokodil mit zugeschnürten Maul steht. Daneben ist er mit Atef-Krone, einem was-Zepter und Anch-Zeichen zu sehen. Seltener hingegen ist seine Erscheinungsform als schreitender Löwe auf einem Pylon. In Philae besaß er in ptolemäischer Zeit neben einem Dromos „cheft-Hor“ den kleinen Tempel Haus des Zahnes, wo er als eine Form der nubischen Gottheit Dedun aufgefasst wurde. Tiberius schmückte den Tempel final aus.
In Philae trug Arensnuphis unter anderem die Beinamen schöner Jäger, Herr von Punt sowie als menschengestaltiger Gott mit Tatenen-Krone guter Gefährte im Abaton. Außerdem ist Arensnuphis auf Philae als Amun und in seiner Verkörperung von Horus als guter Gefährte in Nubien belegt. In Philae sind ergänzend weitere Beinamen bezeugt: der große Wind, der als Nordwind kommt, der aus Nubien kommt, der den Himmel erschafft und Erbe des Re.
Weiter südlich erscheint Arensnuphis häufig zusammen mit dem Gott Sebiumeker als Wächtergottheit vor meroitischen Tempeln, wobei Sebiumeker als Schutzherr der linken und Arensnuphis als Schutzherr der rechten Tempelhälfte auftritt. So beispielsweise in Musawwarat, in Naqa und vor dem Isistempel in Meroe. In Musawwarat trägt er eine Vierfederkrone mit eng anliegender Kappe und ein langes verziertes Gewand; in den Händen befinden sich mehrere Anch-Zeichen, ein was-Zepter, ein Pflanzenstrauß und eine Gazelle. Angelika Lohwasser sieht in dieser Ikonografie große Ähnlichkeiten mit der des altägyptischen Jagdgottes Onuris von This. Inge Hoffmann verweist in diesem Zusammenhang auf die zugehörige Beischrift, in der Arensnuphis als der gute Gefährte, Herr vom Abaton..., an der Spitze von Bigeh bezeichnet wird und daher als Gott des Zwölfmeilenlandes im grenznahen Gebiet von Philae zu verorten ist.

## Herkunft
Die Herkunft des Gottes ist sehr umstritten. Aufgrund seiner Ähnlichkeit mit Onuris könnte er aus Ägypten stammen. Möglicherweise datiert die früheste altägyptische Erwähnung eines Hem-netjer-Priesters des Chnum und Arensnuphis in die Saitenzeit. Im meroitischen Kernland tritt Arensnuphis bereits vor der Ptolemäerzeit auf. Möglich wäre auch, dass es zwei Formen gab. Eine ägyptische in Unternubien, die vor allem in Elephantine belegt ist, und eine eigenständig meroitische in Obernubien.
In späterer Zeit wurde Arensnuphis in Nubien durch Osiris verdrängt.